# Feng shui

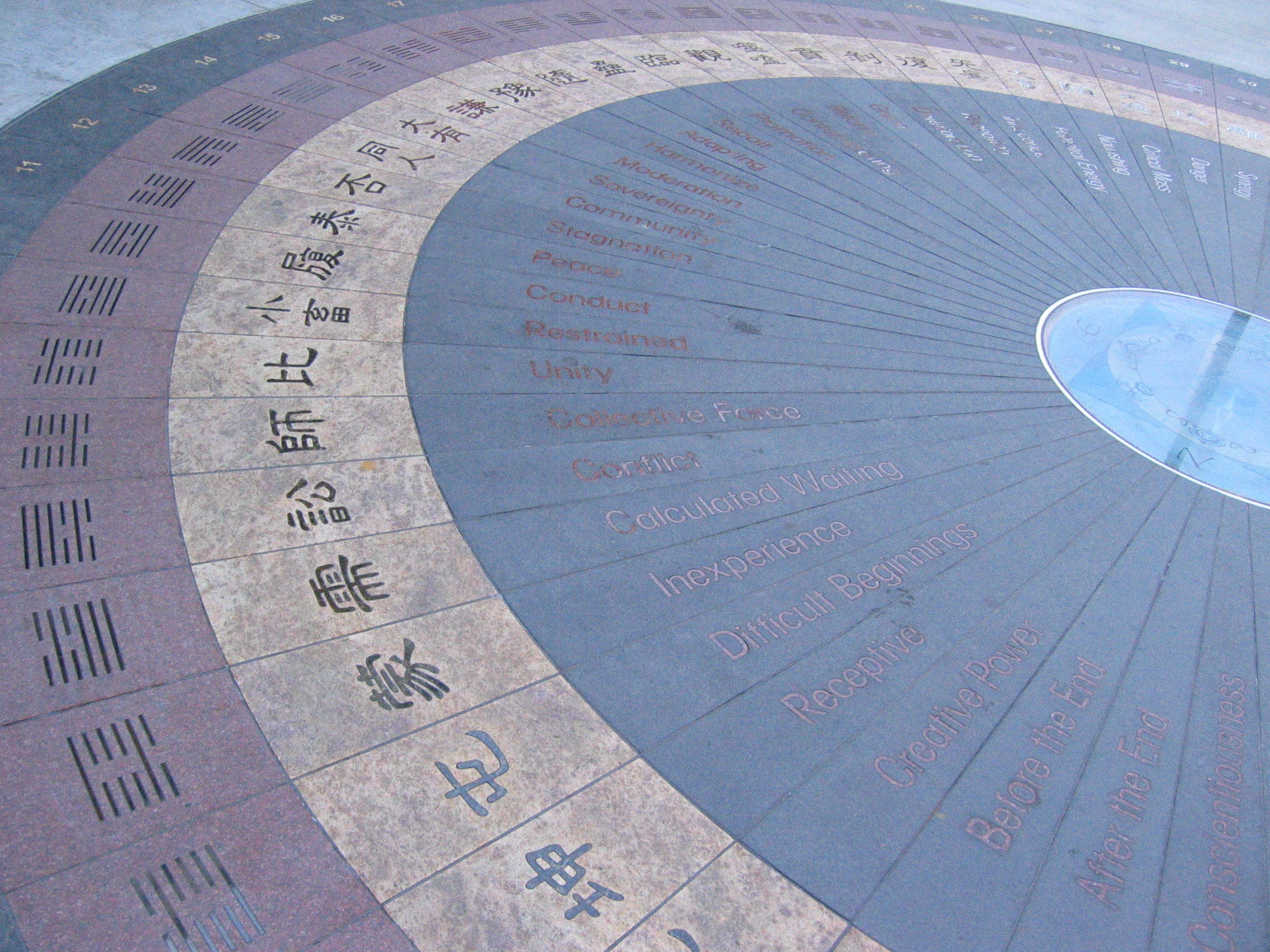
Spirale feng shui

Il feng shui (風水T, 风水S, fēng shuǐP) è un'antica arte geomantica taoista della Cina, ausiliaria dell'architettura, affine alla geomanzia occidentale. A differenza di questa prende però in considerazione anche aspetti della psiche e dell'astrologia. È una pseudoscienza, non esistendo prove a supporto delle ipotesi su cui si basa.

## Origini
Non esiste una dottrina unificata o testi canonici sul feng shui, ma esistono numerose scuole che hanno sviluppato una serie complessa di regole, le due più importanti sono San Yuan Pai e San He Pai.
Trovò una prima sistemazione e definizione organica nel fondamentale Zang Shu ("Libro delle Sepolture") di Guō Pú (郭璞, 276-324). L'autore descrive come l'energia del Drago (il Qì) scenda dalle montagne, disperdendosi attraverso il trasporto dei venti, e si arresti dinanzi a uno specchio d'acqua ove si raccoglie e condensa, rendendo il luogo un ricettacolo traboccante di energia vitale. L'accumulo di energia vitale è quindi il risultato di flussi e canalizzazioni che avvengono per tramite di trasporti e travasamenti elementali e che seguono le conformazioni geografiche e le arterie sotterranee proprie di un paesaggio, e in ultimo luogo della condensazione e raccolta del Qì in un luogo il cui segno eminentemente visibile è dato dalla carica vitale del luogo, ovvero del rigoglio e della floridezza, cioè della vitalità in generale, di flora e fauna.
Feng shui significa letteralmente "vento e acqua", i due elementi principali - di cui il primo effonde e sparge, e il secondo raccoglie, assorbe e trasporta l'energia vitale naturalmente presente nel pianeta - e che per trasporto delle acque e conseguente assorbimento per capillarizzazione, con il loro scorrere determinano la carica di energia vitale di un particolare luogo. Secondo il taoismo esistono due principi generali che guidano lo sviluppo degli eventi naturali, essi sono il Qì e l'equilibrio dinamico di Yin e Yang. Lo yin è il principio umido oscuro e femminile, mentre lo yang è il principio caldo luminoso e maschile. Nel feng shui lo yin è rappresentato dall'acqua e lo yang è il vento inteso forse più come respiro. Nel feng shui l'I Ching viene praticato nel Bagua quando si arreda l'interno di edifici.
Una delle principali scuole di pensiero è quella che pone le origini del feng shui nell'astrologia, ed in particolare nel Ki delle 9 stelle, anch'esso basato sui principi di Yin e Yang. Questo oroscopo consta di 9 numeri, associati ai 5 elementi (fuoco, terra, metallo, acqua, legno), ognuno dei quali corrisponde ad una direzione. Il fuoco è associato al Sud, e sta ad indicare la luminosità, la creatività e l'estro, lo spirito. L'acqua è associata al Nord e riguarda il riposo, l'interiorità e i rapporti interpersonali. Il metallo al NordOvest e all'Ovest e riguarda l'organizzazione, le attività finanziarie, gli investimenti. La terra al Nord-Est e al Sud-Ovest e riguarda il governo, il sociale, l'alimentazione e la salute. Il legno all'Est e al Sud-Est e riguarda i viaggi, il commercio, le invenzioni e l'informatica. In questi 5 elementi possiamo rintracciare la tensione presente tra yin e yang: il primo è al massimo nell'acqua per le caratteristiche fredde, mentre è meno potente nelle caratteristiche del metallo; il secondo invece è meno dominante nel legno e al massimo nel fuoco per il suo calore e la sua luce. Infine, nella terra, le forze di yin e yang sono equilibrate perfettamente.
Le origini del feng shui, per quanto incerte, appaiono antichissime e sono state scoperte delle tombe risalenti al Neolitico che sembrano seguirne i principi nella costruzione. I progressi nella conoscenza dell'insieme delle arti che concorrono al feng shui vengono tradizionalmente attribuiti a sovrani mitici quali Fu Hsi e Huang Di. Nei secoli che precedettero i primi imperatori della dinastia Qin il feng shui, chiamato Ka Nyu ("studio della Terra"), faceva parte delle arti divinatorie di cui si occupavano consiglieri politici e militari. Altri autori però lo riportano fino ai tempi della dinastia Xia con l'osservazione dei gusci di tartaruga nel quadrato lo shu scoprendo insieme anche l'I Ching, l'astrologia e la numerologia cinese.

## I principi in una abitazione
Secondo i sostenitori del feng shui, esisterebbero direzioni più propizie per le varie attività nella casa, nella vita, e nei viaggi, come anche la forma e il colore di mobili e oggetti hanno assonanze con i 5 elementi.
Ad esempio, secondo i principi del feng shui, una casa ben costruita dovrebbe essere quadrata o rettangolare senza angoli o parti mancanti e con forma regolare, dovrebbe avere un drago verde ad Est (delle piante alte che proteggano questo lato), una tigre bianca ad Ovest (possono esservi anche da questa parte delle piante, ma più basse), una tartaruga nera a Nord (una collina o un grosso masso) e la fenice rossa a Sud (può essere anche sotto forma simbolica, ad esempio un sasso con un filo rosso avvolto intorno). La parte sud dell'edificio è la più esposta alla luce ed al calore del sole (almeno nel nostro emisfero) quindi è considerata corrispondente al fuoco e allo yang. La parte nord della casa è considerata corrispondente all'acqua e alla carriera. Proprio perché l'acqua corrisponde all'elemento più Yin dell'oroscopo, è la direzione più indicata per il riposo. Infatti, uno dei suggerimenti (quasi un brocardo) del feng shui è dormire con la testa rivolta verso nord e i piedi verso sud. Ogni direzione ha una relazione con un aspetto della vita, famiglia, figli, felicità, amicizia, carriera e fama, aiuto da parte dei genitori, ricchezza ecc.
Presso i cinesi ed alcune popolazioni limitrofe (soprattutto in Corea e nel Sudest asiatico) ci si rivolge spesso ad un esperto di feng shui per la scelta del terreno su cui edificare, l'orientamento della casa e della porta principale in base alla data di nascita del capofamiglia, e la scelta della data di inizio della costruzione e quella del trasferimento della famiglia nella nuova casa. Un esperto di feng shui è inoltre ritenuto in grado di valutare una casa dal punto di vista energetico e decidere quali sono i modi per armonizzare l'energia all'interno della casa e portare prosperità e serenità ai suoi abitanti.
Le strade di una città, pur essendo diritte, dovrebbero presentare svolte ad angolo retto, perché le strade eccessivamente lunghe e rettilinee secondo le teorie del Feng shui potrebbero convogliare energia venefica; questo stile è presente in molte antiche città in tutto il mondo, presentanti strade a zig-zag (o anche 'a baionetta') per ostacolare le invasioni. I tetti degli edifici tradizionali possiedono gli angoli girati verso l'alto, mentre nel giardinaggio le siepi percorrono il limite perimetrale per proteggere l'interno dando le basi per gli stili di giardinaggio.

## Riferimenti storici al Feng Shui
I primi accenni alle pratiche di feng shui (o geomanzia) in scritti di testimoni occidentali si possono leggere nelle opere di missionari gesuiti come Matteo Ricci e Martino Martini. Di solito questi autori tendono a liquidare questo genere di pratiche come sciocche superstizioni, anche se Martini - che scrive alcuni decenni dopo Ricci - sembra manifestare maggiore comprensione per il ruolo dei geomanti nella pianificazione delle grandi opere pubbliche. Nelle opere dei gesuiti i geomanti sono definiti come "geo-lògi" o come "oro-lògi", perché interpretano la forma della terra o delle montagne.

## Le Corrispondenze ed i cicli nel Feng Shui

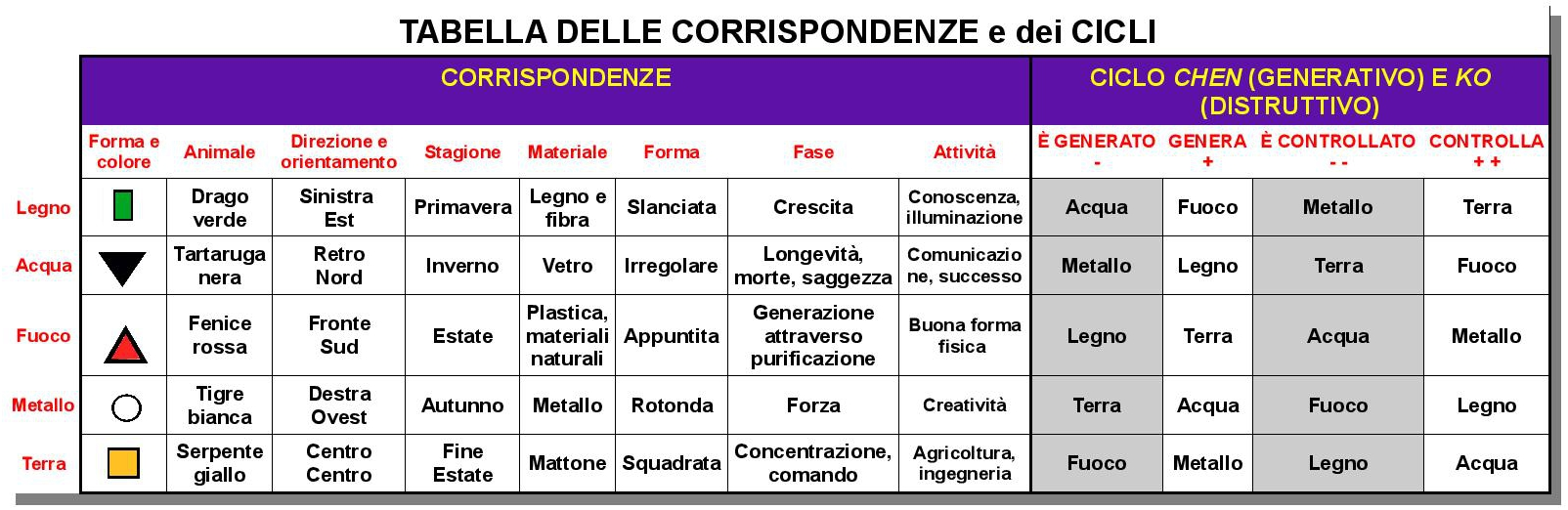
Feng shui: tabella delle corrispondenze e dei cicli

Il concetto del Tao sta alla base del Taoismo e del feng shui. Il Tao può essere definito come il processo cosmico di continuo divenire che coinvolge ogni cosa o essere. Questo eterno divenire si sviluppa in cicli (ad es. il ciclo giorno/notte, quello delle stagioni, degli anni, delle ere; o anche quello della vita umana ecc). Secondo la cosmologia taoista, prima della sua manifestazione il Tao è senza forma, perfetto, sereno, vuoto, solitario, immutabile, infinito, eternamente presente. 
Il Taoismo spiega che il Tao si manifesta attraverso un processo di dualizzazione e poi di pluralizzazione. Ognuno di questi stadi ha un nome: 
0) Wu Chi (o Wu ji): è lo stato puro, infinito, senza fine e senza confini in cui l'energia non è ancora manifestata
1) Tai Chi (o Tai ji): è l'"Uno originale", lo stato assoluto e indifferenziato con infinite potenzialità. In esso avviene una prima dualizzazione
2) Yin e Yang: sono i due poli opposti di positività e negatività che hanno origine dall'Uno originale
3) Chi (o Qì): è l'energia, cioè la manifestazione del Tao nell'universo attraverso il ciclo di Yin e Yang
4) I "Cinque elementi" o le "Cinque fasi dell'energia". Dall'interazione tra Ying e Yang l'energia si esprime in 5 modi detti "elementi": l'"Acqua" (elemento che, se indisturbato, diviene spontaneamente calmo e statico), il "Legno" o "Albero" che si sviluppa dalla prima (l'energia in quiete ha un enorme potenziale, che prima o poi si manifesta; questa esplosione è rappresentata dall'albero che entra in attività in primavera), il "Fuoco" in cui l'energia fluisce con uniformità costante (l'elemento è quindi in grado di sostenere un alto livello energetico per lunghi periodi). Terminata l'espressione dell'energia appare il "Metallo" in cui essa si condensa. Si arriva così all'equilibrio, armonia e interconnessione tra tutti gli altri 4 stati energetici: questa fase è rappresentata dalla "Terra"
5) Le "Otto forze della natura": risultano anch'esse dall'interazione tra Yin e Yang. Insieme formano gli 8 trigrammi del bagua e combinate danno origine ai 64 esagrammi dell'I Ching.

## Curiosità
Una canzone dell'artista coreano Jay Park, pubblicata a giugno 2019, porta il nome di questa antica arte, pur non essendo incentrata su di essa ma sul cantante stesso.

## I punti cardinali e i colori del Feng shui
Nella geografia cinese si attribuisce molta importanza al Centro, quasi come se fosse a sua volta un punto cardinale. Aggiungendo anche il Centro ai quattro punti cardinali della geografia occidentale (ciò è frutto della tradizione antica, islamica e cristiana medievale) si ottiene un sistema di cinque direzioni particolarmente adatto alle relazioni con i Cinque Elementi o Wu Xing.
___ Blu - Colore del Nord, si riflette positivamente sulla carriera e il successo

___ Viola - È il colore dell'amicizia, degli scambi e dei viaggi e va a Nord-Ovest

___ Giallo - ad Ovest stimola la creatività ed è perfetto per i bambini

___ Arancione - Sud-Ovest, protegge il matrimonio e le relazioni sociali

___ Rosso - Da posizionare a Sud, evoca saggezza e buona forma fisica

___ Marrone - Salute e ricchezza da preferire a Sud-Est

___ Verde - Ad Est, perfetto per chi studia, evoca conoscenza e illuminazione

___ Azzurro - All'insegna della famiglia il colore di Nord-Est

## Applicazioni moderne del feng shui
Dopo la visita di Richard Nixon alla Repubblica Popolare Cinese nel 1972, le pratiche del feng shui sono diventate popolari negli Stati Uniti. I critici avvertono che le affermazioni di validità scientifica sono state dimostrate false e che le pratiche sono pseudoscientifiche. Altri accusano il feng shui di essere stato reinventato e commercializzato da imprenditori New Age, o temono che gran parte della teoria tradizionale sia stata persa nella traduzione, trascurata, condannata o disprezzata.
Alcuni utenti del feng shui credono che l'uso delle tecniche feng shui possa portare a una maggiore produttività. I credenti lo usano per scopi medicinali, per guidare le loro attività o per creare un'atmosfera pacifica nelle loro case, anche se non ci sono prove empiriche della sua efficacia. In particolare, usano il feng shui nella camera da letto, dove si ritiene che una serie di tecniche legate ai colori e alla loro collocazione promuovano il comfort e un sonno riposante.
Nel 2005, Hong Kong Disneyland ha riconosciuto il feng shui come parte importante della cultura cinese, spostando il cancello principale di dodici gradi nei suoi piani di costruzione. Questa è stata una delle azioni suggerite dal progettista di architettura e design della Walt Disney Imagineering, Wing Chao. Al Politecnico di Singapore e in altre istituzioni educative, professionisti tra cui ingegneri, architetti, agenti immobiliari e designer d'interni seguono corsi annuali di feng shui e divinazione, molti dei quali diventano consulenti di feng shui part-time o a tempo pieno.